# Metopina speciosa
Metopina speciosa är en tvåvingeart som beskrevs av Borgmeier 1969. Metopina speciosa ingår i släktet Metopina och familjen puckelflugor.
Artens utbredningsområde är Costa Rica. Inga underarter finns listade i Catalogue of Life.